# Lenford Singh
Lenford Singh (* 8. August 1985) ist ein Fußballspieler aus den Turks- und Caicosinseln.

## Karriere

### Verein
In der Saison 2010/11 wurde er Meister mit Provopool. 2016 erreichte er mit Cheshire Hall den vierten Platz, Singh erzielte zehn Saisontore.

### Nationalmannschaft
Sein erstes Länderspiel bestritt Singh gegen Kuba am 2. September 2006 bei der Fußball-Karibikmeisterschaft 2007, welches mit 0:6 verloren ging. Bei einem der seltenen Siege, die die Turks- und Caicosinseln feiern konnten, war er im Einsatz: Am 7. Februar 2008 konnten sie mit 2:1-Sieg gegen St. Lucia gewinnen. 
Bei der Qualifikation für die WM 2018 gegen die Nationalmannschaft von St. Kitts und Nevis wurde er sowohl im Hin- als auch im Rückspiel eingewechselt. In beiden Partien unterlagen die Turks- und Caicosinseln mit 2:6.

## Erfolge
- Meister der Provo Premier League: (1)
  - 2010/11 (mit Provopool)